# 3/OFF
3/OFF یک برنامه تلویزیونی ارمنستانی با اجرای آرتیوم هاکوبیان، مجری-تهیه‌کننده اهل ارمتستان، بود. این برنامه در سه فصل اجرا شد که فصل نخست آن روز ۷ آوریل ۲۰۱۷ و فصل سوم آن روز ۱۶ مارس ۲۰۱۸ از طریق آرمنیا تی‌وی روی آنتن رفت.
این برنامه یک مسابقه فکری بود که در آن دو تیم (هر تیم شامل سه شرکت‌کننده) با یکدیگر به رقابت می‌پرداختند.

## یادداشت
1. ↑  Artyom Hakobyan
2. ↑  Levon Bartikyan
3. ↑  Edgar Vardanyan
4. ↑  Aram Stephanyan
5. ↑  Ashot Avetisyan
6. ↑  Narek Maronyan
7. ↑  Sergey Ghazaryan
8. ↑  Serob Manukyan
9. ↑  Levon Margaryan
10. ↑  Ashot Hovhannisyan
11. ↑  Mikayel Khachaturyan
12. ↑  Hovhannes Yephremyan
13. ↑  Arsen Aslanyan
14. ↑  Karen Khocharyan
15. ↑  PanArmenian